# Čergovská javorina
Čergovská javorina je národní přírodní rezervace v oblasti Prešov.
Nachází se v katastrálním území obce Terňa v okrese Prešov v Prešovském kraji. Území bylo vyhlášeno či novelizováno v roce 1982 na rozloze 10,72 ha. Ochranné pásmo nebylo stanoveno.